# Fossès-et-Baleyssac
Fossès-et-Baleyssac è un comune francese di 191 abitanti situato nel dipartimento della Gironda nella regione della Nuova Aquitania.

## Società

### Evoluzione demografica
Abitanti censiti